# Борго Санта Марија (Пезаро и Урбино)
Борго Санта Марија (итал. Borgo Santa Maria) је насеље у Италији у округу Пезаро и Урбино, региону Марке.
Према процени из 2011. у насељу је живело 3216 становника. Насеље се налази на надморској висини од 38 м.